# Kailou
Kailou est un village du Sénégal situé en Basse-Casamance, à l'ouest de Nyassia et à proximité de la frontière avec la Guinée-Bissau. Il fait partie de la communauté rurale de Nyassia, dans l'arrondissement de Nyassia, le département de Ziguinchor et la région de Ziguinchor.
Lors du dernier recensement (2002), la localité comptait 172 habitants et 24 ménages.